# Ceca
Svetlana Raznatović, mais conhecida como Ceca (pronuncia-se Tsetsa) é uma cantora pop sérvia, considerada a mais popular de seu país e de toda a ex-Iugoslávia. Também goza de intensa popularidade no Centro da Europa e Bálcãs.
É viúva de Željko "Arkan" Ražnatović.